# Den nakna pistolen
Den nakna pistolen, (engelska The Naked Gun: From the Files of Police Squad!), är en amerikansk komedifilm från 1988 i regi av David Zucker med Leslie Nielsen, Priscilla Presley, George Kennedy och OJ Simpson i huvudrollerna. Filmen är baserad på TV-serien Police Squad! Leslie Nielsen spelar Frank Drebin, en poliskommissarie som inte bara klarar av fall utan även ställer till problem fast han inte märker det. Filmen hade Sverigepremiär den 31 mars 1989.
Filmen är inspelad i Los Angeles och San Diego i Kalifornien, USA.

## Rollista (urval)
- Leslie Nielsen - Frank Drebin
- Priscilla Presley - Jane Spencer
- Ricardo Montalban - Vincent Ludwig
- George Kennedy - Ed Hocken
- O.J. Simpson - Nordberg
- Susan Beaubian - Mrs. Nordberg
- Nancy Marchand - Mayor
- Raye Birk - Pahpshmir
- Jeannette Charles - Queen Elizabeth II
- Ed Williams - Ted Olsen
- Tiny Ron - Al
- Weird Al Yankovic - Weird Al